# Dig Me Out
Dig Me Out — третий студийный альбом американской альтернативной рок-группы Sleater-Kinney. Он был выпущен 8 апреля 1997 года на лейбле Kill Rock Stars. Альбом был спродюсирован Джоном Гудмансоном и записан с декабря 1996 по январь 1997 года на студии John and Stu’s Place в Сиэтле, штат Вашингтон. Dig Me Out ознаменовал дебют Джанет Вайсс, которая впоследствии стала самым долгоиграющим барабанщиком группы. На музыку альбома повлияли традиционные рок-н-ролльные группы, а тексты затрагивают проблемы разбитого сердца и выживания. Обложка альбома является отсылкой к альбому The Kinks 1965 года The Kink Kontroversy.
В поддержку альбома были выпущены два сингла: «One More Hour» и «Little Babies». Заглавный трек «Dig Me Out» занял шестое место в чарте альбомов KEXP Top 90.3 в 1997 году, не будучи выпущенным в качестве сингла. Альбом был высоко оценён музыкальными критиками, которые отметили его энергию и феминистские тексты. В ретроспективе Dig Me Out считается прорывной пластинкой группы и часто включается в списки лучших альбомов по версии нескольких изданий. В 2020 году Rolling Stone поместил его на 189 место в списке 500 величайших альбомов всех времён.

## Отзывы
| Оценки критиков               | Оценки критиков |
| Источник                      | Оценка          |
| ----------------------------- | --------------- |
| AllMusic                      | [ 1 ]           |
| Encyclopedia of Popular Music | [ 2 ]           |
| Entertainment Weekly          | B+              |
| Los Angeles Times             | [ 4 ]           |
| NME                           | 8/10            |
| Pitchfork                     | 9.3/10          |
| Rolling Stone                 | [ 7 ]           |
| The Rolling Stone Album Guide | [ 8 ]           |
| Spin                          | 9/10            |
| The Village Voice             | A               |

После выхода Dig Me Out получил значительное признание музыкальных критиков. Рэндалл Робертс, написавший рецензию для CMJ New Music Monthly, описал альбом как «гул жизни, полностью выходящий за рамки пола и жанра, наполненный тем волнением и уникальным голосом, которые прославили панк-рок в его младенчестве […] Dig Me Out — это монстр». Сара Скрибнер из Los Angeles Times высоко оценила эмоциональный вокал Такер, написав, что «она одержима поиском честных эмоций в холодной машине человеческого сердца». Энн Пауэрс высказалась в том же духе и подчеркнула энергичную игру Кэрри Браунстин на гитаре, отметив, что группа «теперь [наносит] удар, который описывают их слова». Она также высоко оценила феминистскую лирику альбома, заметив: «Если [Sleater-Kinney] хотят быть нашей Симоной де Бовуар, Dig Me Out доказывает, что им это по силам». Аналогично, Мэтт Дил из Rolling Stone сказал, что «пока Spice Girls болтают о „силе девочек“, Sleater-Kinney остаются настоящим проводником этой энергии».
Рецензент AllMusic Джейсон Анкени отметил, что группа расширила свои музыкальные границы за счёт более уверенного и зрелого звучания. Вук Ким из Entertainment Weekly похвалил «взаимосвязанный» вокал Такера и Браунштейна и назвал пластинку «прекрасным примером современного панка». В The Village Voice критик Роберт Кристгау отметил единство и командную работу группы, заявив, что «они настолько уверены в своей способности радовать, что просто не могут остановиться. И эта уверенность коллективная: Корин и Кэрри припевают, как двухголовая девочка, лихо и высоко шагая на плечах Джанет Вайсс. Какая поездка».

## Наследие
В ретроспективе Dig Me Out считается прорывным альбомом Sleater-Kinney. Джошуа Пикард (Nooga.com) заявил, что альбом «стал откровением как за умное использование принципов панка, так и за разрушение социальных представлений». По мнению Пикарда, Sleater-Kinney «удалось переделать то, что считалось возможным для панк-рока», и что альбом превратил группу в «институт бунтарей и сторонников музыкального восстания. И они никогда не шли на компромисс со своими представлениями о том, какой может и должна быть музыка».
Dig Me Out часто попадает в списки лучших альбомов по версии нескольких изданий. В 1999 году редакторы Spin поставили его на 21 место в списке 90 величайших альбомов 90-х
. В 2001 году журнал поместил его на 19 место в списке 50 самых важных панк-записей. В 2005 году альбом занял 24 место в списке 100 величайших альбомов 90-х. 24 в списке «100 величайших альбомов 1985—2005 годов» журнала Spin. В 2008 году песня «Dig Me Out» заняла 44-е место в списке «100 величайших гитарных песен всех времён» журнала Rolling Stone. В 2011 году альбом занял 71-е место в списке «100 лучших альбомов 1990-х» журнала Slant
. В 2012 году альбом занял 272-е место в списке 500 величайших альбомов всех времён по версии журнала Rolling Stone и 189-е место в издании 2020 года. Журнал Spin поставил его на 74-е место в списке 125 лучших альбомов последних 25 лет, заявив, что «Dig Me Out передаёт шум наполненного душой тела, встряхивающего себя, и это опыт, который преодолевает любые гендерные различия». Альбом занял 47-е место в списке 150 лучших альбомов 1990-х годов по версии Pitchfork. Альбом также был включён в книгу 1001 Albums You Must Hear Before You Die.

## Список композиций
Все треки написаны Sleater-Kinney (Корин Такер, Джанет Вайсс и Кэрри Браунстин).
| №                   | Название                        | Длительность |
| ------------------- | ------------------------------- | ------------ |
| 1.                  | «Dig Me Out»                    | 2:40         |
| 2.                  | «One More Hour»                 | 3:19         |
| 3.                  | «Turn It On»                    | 2:47         |
| 4.                  | «The Drama You've Been Craving» | 2:08         |
| 5.                  | «Heart Factory»                 | 3:54         |
| 6.                  | «Words and Guitar»              | 2:21         |
| 7.                  | «It's Enough»                   | 1:46         |
| 8.                  | «Little Babies»                 | 2:22         |
| 9.                  | «Not What You Want»             | 3:17         |
| 10.                 | «Buy Her Candy»                 | 2:02         |
| 11.                 | «Things You Say»                | 2:56         |
| 12.                 | «Dance Song '97»                | 2:49         |
| 13.                 | «Jenny»                         | 4:03         |
| Общая длительность: | Общая длительность:             | 36:34        |